# Dodona Imeri
Dodona Imeri, född 12 augusti 1990 och bosatt i Stockholm, är en svensk skådespelare.
Imeri är utbildad vid Teaterhögskolan i Malmö mellan 2020 och 2023. Hon har medverkat i ett flertal teateruppsättningar, bland annat En familj från 2023 och Två Systrar från 2024. Hon har även medverkat i TV-serien Painkiller där hon spelar en av huvudrollerna som den hemmaboende dottern och konstnären Andrea.. För sin rollprestation som Andrea nominerades hon till Kristallens pris för bästa kvinnliga huvudroll 2024.

## Filmografi (i urval)
- 2024 – Painkiller (TV-serie)